# Pierwsza oferta publiczna
Pierwsza oferta publiczna (ang. initial public offering, IPO) – dokonywana po raz pierwszy oferta publiczna dotycząca określonych papierów wartościowych.
Jednym z najistotniejszych elementów pierwszej oferty publicznej jest przygotowanie prospektu emisyjnego i postępowanie przed instytucją nadzorującą dopuszczenie do obrotu giełdowego.

## Procedura pierwszej oferty publicznej w Polsce
Publicznym proponowaniem nabycia papierów wartościowych jest propozycja ich nabycia w dowolnej formie i w dowolny sposób, jeżeli propozycja jest skierowana do co najmniej 150 osób lub do nieoznaczonego adresata. Może być ono przeprowadzane wyłącznie w formie oferty publicznej. Z kolei ofertą publiczną jest przekazanie, wspomnianej powyżej grupie osób informacji, dotyczących publicznej oferty, w dowolnej formie i w dowolny sposób, o papierach wartościowych i warunkach dotyczących ich nabycia, stanowiących dostateczną podstawę do podjęcia decyzji o odpłatnym nabyciu tych papierów wartościowych.
W przypadku pierwszej oferty publicznej (IPO), oferty publicznej lub dopuszczenia papierów wartościowych do obrotu na rynku regulowanym wymaga sporządzenia, zatwierdzenia (przez Komisję Nadzoru Finansowego) oraz publikacji prospektu emisyjnego. Szczegóły procedury IPO wynikają z przepisów prawa, m.in. ustawy o ofercie publicznej i warunkach wprowadzania instrumentów finansowych do zorganizowanego systemu obrotu oraz o spółkach publicznych z dnia 29 lipca 2005 r.
Powyższa ustawa przewiduje również odstępstwa od wspomnianej reguły. Ich selekcja polega głównie na charakterze emisji – jej wielkości, jednostkowej wartości nominalnej papieru wartościowego czy osobie nabywcy.
Następujące sytuacje nie przewidują konieczności sporządzenia, zatwierdzenia oraz publikacji prospektu emisyjnego:
- gdy kierowana jest ona do mniej niż 150 osób
- kierowana wyłącznie do inwestorów kwalifikowanych
- podczas której każdy z inwestorów nabywa papiery wartościowe o wartości, według ich ceny emisyjnej lub ceny sprzedaży, co najmniej 50 000 euro
- w przypadku której wartość nominalna pojedynczego papieru wartościowego wynosi co najmniej 50 000 euro
- dotyczącej papierów wartościowych, których całkowita wartość, liczona według ich ceny emisyjnej lub ceny sprzedaży, nie przekracza w okresie kolejnych 12 miesięcy wartości 100 000 euro
- obejmującej wyłącznie: wydawanie papierów wartościowych akcjonariuszom spółki przejmowanej w związku z przejmowaniem przez emitenta innej spółki, wydawanie papierów wartościowych akcjonariuszom spółki łączącej się z emitentem w związku z łączeniem się emitenta z inną spółką, proponowanie nabycia lub wydawanie akcji bezpłatnie akcjonariuszom (ze środków spółki) albo jako wypłatę dywidendy z akcji, przy czym wydawane akcje są tego samego rodzaju, co akcje, z których wypłacana jest dywidenda.

Inwestorami kwalifikowanymi są między innymi instytucje finansowe lub inne osoby prawne uprawnione do działania na rynkach finansowych (w tym dom maklerski, bank, zagraniczna firma inwestycyjna, fundusz inwestycyjny, otwarty fundusz emerytalny, zakład ubezpieczeń), inne osoby prawne oraz osoby fizyczne spełniające warunki wpisu do rejestru inwestorów kwalifikowanych.
Podobnie w przypadku dopuszczenia pewnych papierów wartościowych do obrotu na rynku regulowanym nie są wymagane sporządzenie, zatwierdzenie oraz publikacja prospektu emisyjnego. Są to:
- akcje, które w okresie kolejnych 12 miesięcy stanowią mniej niż 10% wszystkich akcji emitenta tego samego rodzaju dopuszczonych do obrotu na tym samym rynku regulowanym
- akcje wydane w związku z wymianą akcji istniejących – takiego samego rodzaju, co akcje podlegające wymianie dopuszczone do obrotu na tym samym rynku regulowanym, jeżeli nie spowodowało to podwyższenia kapitału zakładowego emitenta
- akcje spółki, której inne akcje tego samego rodzaju są dopuszczone do obrotu na tym samym rynku regulowanym, jeżeli proponowanie nabycia lub wydanie tych akcji nastąpiło w celu realizacji uprawnień posiadaczy innych papierów wartościowych tej spółki
- papiery wartościowe wydane akcjonariuszom spółki przejmowanej w związku z przejmowaniem przez emitenta innej spółki
- papiery wartościowe wydane akcjonariuszom spółki łączącej się z emitentem w związku z łączeniem się emitenta z inną spółką
- akcje spółki, której inne akcje tego samego rodzaju są dopuszczone do obrotu na tym samym rynku regulowanym, a proponowanie ich nabycia lub wydanie nastąpiło bezpłatnie akcjonariuszom (ze środków spółki), albo jako wypłata dywidendy z akcji, przy czym wydane akcje są tego samego rodzaju, co akcje, z których wypłacana jest dywidenda.

W przypadku wymienionych powyżej obu sytuacjach, związanych z oferta publiczną i rynkiem regulowanym, emitent zobowiązany będzie sporządzić memorandum informacyjne, które jest mniej obszerne niż prospekt emisyjny, a co za tym idzie związane są z nim mniejsze koszty. Organ nadzoru ma prawo w ciągu 20 dni zgłosić ewentualny sprzeciw co do tej formy oferty lub ubiegania się o dopuszczenie do obrotu na rynku regulowanym, gdy nie odpowiada ona wymogom prawnym. Konsekwencją może być wezwanie do wniesienia odpowiednich zmian lub całkowicie zablokowanie działania emitenta, gdyby miało to zaszkodzić interesom inwestorów lub rażąco naruszyć prawo.